# Jette
Jette (franskt uttal: [ˈʒɛt], nederländskt uttal: [ˈjɛtə] lyssna (fil)) är en av de 19 kommunerna i huvudstadsregionen Bryssel i Belgien. Kommunen ligger i regionens nordvästra del och har cirka 52 728 invånare (2020).